# Gustav Wasa (Koželuh)
Gustav Wasa ist eine „große heroische Oper in drei Aufzügen“ (P. XXII:6) von Leopold Koželuh, die um 1792 entstand.

## Handlung

### Vorgeschichte und historischer Hintergrund
Zu Beginn des 16. Jahrhunderts stand ganz Skandinavien in der Kalmarer Union unter dänischer Herrschaft. 1513 wurde Christiern II. zum König von Dänemark und Norwegen gekrönt. Die Schweden weigerten sich jedoch, ihn anzuerkennen. Da er die schwedische Bevölkerung stark schikanierte, kam es zur Revolte gegen die Fremdherrschaft. Die Dänen nahmen daraufhin Gustav Erichson Wasa, den Sohn des einflussreichen schwedischen Politikers Erich Johansson (Wasa), als Geisel und hielten ihn in Dänemark in Gewahrsam. Er konnte fliehen und versteckte sich als Bauer verkleidet in den Wäldern Norwegens. 1520 ließ sich Christiern zum König von Schweden krönen. Noch während der Festlichkeiten ließ er einen Großteil des schwedischen Adels und viele Geistliche als Ketzer festnehmen und 94 Männer hinrichten – das Stockholmer Blutbad. Unter den Opfern befand sich auch Gustavs Vater Erich. Nach Gustav selbst wurde intensiv gefahndet. Dieser befreite Schweden schließlich mit einem Heer aus Bauern und Bergarbeitern von der dänischen Herrschaft. Am 6. Juni 1523 wurde er auf dem schwedischen Reichstag zum König gewählt.

### Erster Akt
Unterirdisches Verlies im Schloss von Stockholm; im Hintergrund ein Fallgitter; an der Seite eine Stiege zu weiteren Zellen
Szene 1. Gustavs Mutter Caecilia, seine Schwester Margaretha und andere Frauen mit ihren Kindern wurden von den Dänen eingekerkert. Ihre männlichen Angehörigen wurden hingerichtet. Die Frauen beten verzweifelt um Rettung oder Erlösung durch den Tod (Chor: „Hör’ o Himmel unsre Klage“). Caecilia sorgt sich um das Schicksal ihres Sohnes (Arie Caecilia mit Chor: „Nur einmahl noch laß mich dich sehen“).
Szene 2. Christine Gyllenstierna, die Witwe des früheren Reichsverwesers Sten Sture, kommt herein. Sie berichtet, dass Gustav mit seinem Heer auf die dänische Hauptstadt vorrücke und somit wieder Hoffnung für die Schweden bestehe. Ihr selbst ist es durch geheuchelte Zuneigung gelungen, das Vertrauen König Christierns zu erhalten, der sich in sie verliebt hat. Insgeheim steht sie jedoch fest auf der Seite der Schweden. Margaretha und Caecilia danken ihr für ihren Einsatz (Terzett Margaretha/Caecilia/Christine: „Du bist ein Schutzgeist uns erschienen“). Christine verspricht, Gustav zu unterstützen. Für den Tyrannen Christiern hat sie nur Verachtung übrig (Arie Christine: „Entrissen den Armen der Liebe“).
Szene 3. Ein dänischer Offizier holt die Gefangenen ab, um sie dem König vorzuführen.
Prächtiger gotischer Saal mit Statuen der schwedischen Könige; in der Mitte ein Thron
Szene 4. Nachdem der schwedische Hofstaat seine Plätze eingenommen hat, ziehen zu den Klängen eines Marsches Soldaten, Volk, Edelleute und Bedienstete in den Saal. Zuletzt erscheint der König im Kreis des Hochadels und besteigt den Thron. Ein Herold fordert das Volk auf, den Herrscher zu preisen (Chor „Feyert ihn der Uiberwinder“).
Szene 5. Der dänische Großadmiral Severin Norby berichtet dem König vom Feldzug Gustavs. Er habe bereits einige Siege errungen und die dänischen Truppen vor Stockholm geschlagen, deren Reste sich in die Stadt flüchten. Nach den Schreckensrufen der Anwesenden wird Christiern wütend. Er weist darauf hin, dass Gustavs Mutter noch in seiner Gewalt ist, und schwört den Feinden Rache (Arie Christiern: „Warum ward nur Menschenmacht mein Theil?“). Norby rät dazu, das Volk durch Milde zu versöhnen. Christiern lehnt das ab.
Szene 6. Die schwedischen Frauen und Kinder werden vor den Thron geführt. Caecilia und Margaretha fordern Christiern auf, das Urteil schnell zu vollstrecken. Christiern hat jedoch anderes mit den Geiseln im Sinn. Christine soll Gustav eine Nachricht überbringen: Wenn er nicht noch heute mit seinem Heer abzieht, wird Christiern ihm den Kopf seiner Mutter senden. Die Frauen sind entsetzt (Finale: „Schaudern füllet mich, und Beben“). Caecilia fleht Christine an, Gustav auszurichten, dass er auf sie keine Rücksicht nehmen, sondern weiter für die Rettung des Vaterlandes kämpfen solle (Cantabile Caecilia: „Diesen Kuß und diese Thräne“).

### Zweiter Akt
Das Lager der Schweden; im Hintergrund die Stadt Stockholm; ganz vorn das Zelt Gustavs; Abend
Szene 1. Gustavs Soldaten sehen dem folgenden Tag zuversichtlich entgegen (Chor der Soldaten: „Seyd fröhlich Gefährten!“). Er selbst ist in Gedanken versunken. Im Gebet hofft er, dass seine Handlungen das Vaterland retten mögen, auch wenn es ihn das Leben kosten sollte (Arie Gustav mit Chor: „Du! Der Schwache aufrecht haltet“).
Szene 2. Ein Adjutant berichtet, dass Admiral Franz Brun mit zehn Schiffen aus Lübeck, Hamburg und Bremen zu seiner Unterstützung eingetroffen sei. Sie sind zur Tarnung unter dänischer Flagge gereist. Für Gustav und seine Leute ist das ein Zeichen für Gottes Beistand (Chor: „Gott ist mit uns im Bunde“).
Szene 3. Gustav fordert seine Leute auf, sich auf den morgigen Sturm auf die Stadt vorzubereiten. Der Schlachtruf soll „Erich Wasa“ lauten.
Szene 4. Der Adjutant führt Norby herein, der im Auftrag Christierns eingetroffen ist, um Gustav zur Unterwerfung aufzufordern. Gustav lehnt entschieden ab (Duett Gustav/Norby: „Ich will mein Ziel vollbringen“). Daraufhin überlässt Norby Christine das Wort, die mit ihm angekommen, aber bisher im Hintergrund geblieben ist.
Szene 5. Gustav ist zunächst erschüttert, die Witwe Stures auf der Seite des Feindes zu sehen. Doch sie erklärt ihm schnell ihre wahren Absichten und fordert ihn in Gegenwart Norbys offen auf, seine Pläne unter keinen Umständen aufzugeben. Dann überreicht sie ihm das Schreiben Christierns, in dem dieser androht, seine Mutter zu ermorden. Gustav ist verzweifelt und unschlüssig (Terzett Gustav/Norby/Christine: „Angst erfüllt mein ganzes Wesen“). Da ihn Christine jedoch darin bestärkt, die Freiheit des Landes über das Leben seiner Mutter zu stellen, bleibt er standhaft. Seine Leute unterstützen seine Entscheidung (Chor: „Die Theuern mögen sterben“). Selbst Norby ist beeindruckt. Gustav bittet Christine, seiner Mutter einen letzten Gruß zu überbringen. Christine und Norby machen sich auf den Rückweg zum König.
Szene 6. Die Soldaten begeben sich frohen Mutes in ihre Zelte (Chor der Soldaten: „Seyd fröhlich Gefährten!“).
Szene 7. Gustav lässt sich schweren Mutes auf einen Feldsessel nieder. Er ist entschlossen, dem Tyrannen nicht nachzugeben (Arie Gustav: „Mich drückt des Schmerzes schwere Last“). Mit diesem Gedanken schläft er ein.
Szene 8. Nach einem Moment der Stille kündigen sanfte Töne das Erscheinen von Schwedens Schutzgeist an, der den schlafenden Gustav für seine bevorstehenden Aufgaben stärkt (Schutzgeist: „Er schlummert, seiner Mutter traurig Loos“).
Szene 9. Genien umtanzen Gustav und bestreuen ihn mit Rosen und Mohn (Chor der Genien: „Laßt den Helden uns umschweben“). Die Göttin Victoria legt Siegeszeichen vor ihm nieder, und der Schutzgeist präsentiert ihm seine zukünftige Königskrone (Schutzgeist: „Wer für gerechte Sache kriegt, den läßt der Himmel niemals fallen“ – „Dein ist Schwedens Königskrone“).

### Dritter Akt
Düsterer Kerker in Stockholm
Szene 1. Caecilia ist sicher, dass ihr Sohn die richtige Entscheidung getroffen hat. Sie opfert sich gern für das Wohl ihres Landes (Arie Caecilia: „Sterben ist nichts mehr, als schlafen“).
Szene 2. Christine berichtet Caecilia von ihrem Gespräch mit Gustav. Alle beten für das Gelingen seines Feldzugs (Chor: „Laß unser Flehen zu dir dringen“).
Szene 3. Ein Offizier holt Caecilia ab, um sie zur dänischen Flotte zu bringen. Sie folgt bereitwillig mit den Worten „lernt von einem Weibe wie Männer sterben sollen“.
Christierns Gemach
Szene 4. Der König fährt erschrocken aus seinem Schlaf hoch. Er hat geträumt, dass Furien ihm seine Krone entreißen wollen. In einer Vision sieht er die ermordeten Männer vor sich, darunter Gustavs Vater Erich, Sture und Joachim Brahe.
Szene 5. Norby informiert Christiern darüber, dass Caecilia in Ketten auf die Flotte gebracht wurde und sich die schwedischen Truppen den Stadtmauern nähern. Er rät dem König, Edelmut zu zeigen, und Gustavs Mutter freizulassen. Das könnte dessen Tatkraft lähmen. Christiern will jedoch nicht auf sein Druckmittel verzichten. Er lässt ihr Schiff an das Ufer fahren und befiehlt Norby, Caecilia zu töten, sobald sich Gustav ihr nähert. Norby weigert sich, da ihm eine solche Tat unehrenhaft erscheint (Duett Christiern/Norby: „Willst du, was ich befahl, erfüllen?“).
Szene 6. Trommelwirbel und Trompeten zeugen von der beginnenden Schlacht. Ein Offizier berichtet, dass viele Dänen bereits geflohen seien. Er rät dem König ebenfalls zur Flucht. Christiern unternimmt einen letzten Versuch, seine Garde in den Kampf zu führen.
Die Wälle von Stockholm mit Geschossen und Türmen
Szene 7. Die Schweden unter Führung Gustavs erklimmen den Wall und bejubeln ihren Sieg: „Victoria, das Ziel ist da!“ Ein Adjutant berichtet, dass Christiern mit seinen Generälen auf die bereitstehenden Schiffe geflüchtet sei. Gustav lässt ihn ziehen.
Szene 8. Christine, Caecilia und Norby kommen hinzu. Norby hat sich endgültig für die Seite der Schweden entschieden und Gustavs Mutter befreit. Alle jubeln Gustav zu (Schlusschor: „Heil dir Gustav! Friedensgeber!“).

## Orchester
Die Orchesterbesetzung der Oper enthält die folgenden Instrumente:
- Holzbläser: zwei Flöten, zwei Oboen, zwei Klarinetten, zwei Fagotte
- Blechbläser: zwei Hörner, zwei Trompeten, drei Posaunen
- Pauken, Schlagzeug
- Streicher

## Werkgeschichte
Der von Milan Poštolka erstellte Werkkatalog des böhmischen Komponisten Leopold Koželuh führt insgesamt sechs Opern, die alle lange Zeit als verschollen galten. Die Partitur des um 1792 komponierten Gustav Wasa mit der Nummer P. XXII:6 wurde erst während der Drucklegung von Postolkas Koželuh-Monographie in den 1960er Jahren in der Bibliothek des Prager Konservatoriums wieder aufgefunden. Datum und Umstände der Uraufführung sind nicht überliefert.
Der Name des Librettisten ist nicht bekannt. Das Titelblatt des Librettos enthält den Hinweis „nach dem Franzö[si]schen weiland Sr. Majestät Königs Gustav III von Schweden frey bearbeitet“. Die Grundzüge der Handlung finden sich in Johan Henrik Kellgrens Gustaf Vasa, das auf einem Entwurf des schwedischen Königs Gustav III. basiert, von Johann Gottlieb Naumann vertont und 1786 im Königlichen Theater Stockholm uraufgeführt wurde. Möglicherweise handelt es sich bei der französischen Vorlage von Koželuhs Libretto um einen etwas später entstandenen Text von Antoine Le Bailly für eine nie fertiggestellte Oper von François-Joseph Gossec.
Erst 2018 wurde das Werk im Musiikkitalo Helsinki unter der musikalischen Leitung des finnischen Dirigenten Aapo Häkkinen erstmals in neuerer Zeit wieder gezeigt. Häkkinen erarbeitete die Aufführungspartitur selbst anhand des Manuskripts. Ein Mitschnitt der Produktion wurde als Video im Internet bereitgestellt und von mehreren Radiosendern übertragen.

## Aufnahmen
- 10. März 2018 – Aapo Häkkinen (Dirigent), Erik Söderblom (szenisches Konzept), Ville Sandqvist (Regie), Barockorchester Helsinki, Kammerchor Helsinki.
 Cornelius Uhle (Christiern), Mario Zeffiri (Gustav), Helena Juntunen (Caecilia), Martina Janková (Christine), Niall Chorell (Norby), Monica Groop (Margaretha), Tuuli Lindeberg (Schutzgeist Schwedens).
 Live aus dem Musiikkitalo Helsinki.
 Video-Stream im Internet und Radioübertragungen.[5]